# 東大阪市立弥刀小学校
東大阪市立弥刀小学校（ひがしおおさかしりつ みとしょうがっこう）は、大阪府東大阪市友井にある公立小学校。

## 沿革
- 1874年（明治7年）7月10日 - 若江郡近江堂小学開校。
- 1887年（明治20年） - 近江堂尋常小学校と改称。
- 1894年（明治27年） - 弥刀尋常小学校と改称。
- 1924年（大正13年） - 弥刀尋常高等小学校と改称。
- 1934年（昭和9年）9月21日 - 室戸台風の暴風雨により木造校舎が倒壊。児童が下敷きとなり死傷者多数[1]。
- 1937年（昭和12年） - 布施市弥刀尋常小学校と改称。
- 1941年（昭和16年） - 布施市弥刀国民学校と改称。
- 1947年（昭和22年） - 布施市立弥刀小学校と改称。
- 1967年（昭和42年） - 東大阪市が誕生し、東大阪市立弥刀小学校に改称。

## 通学区域
- 近江堂1丁目、近江堂2丁目1〜8番、源氏ヶ丘、小若江1丁目、小若江2丁目、小若江3丁目7〜10番、友井1丁目[2]

## 進路状況
ほとんどの児童は東大阪市立弥刀中学校へ進学するが、国私立中学校へ進学する児童もいる。